# Taishō wotome otogibanashi
Taishō otome otogibanashi (大正処女御伽話?) è un manga del 2015 scritto e disegnato da Sana Kirioka.
Un adattamento della serie televisiva anime di SynergySP sarà presentato in anteprima nell'ottobre 2021.

## Trama
Tamahiko si ritrova l'intera esistenza rovinata da un incidente improvviso, che lo costringe anche a trasferirsi e ad abbandonare il padre, che tuttavia ha smesso di volergli bene e stimarlo. L'unico atto di premura dell'uomo nei confronti del figlio è "acquistargli" una moglie che si prenda cura di lui, Yuzuki. Il peculiare rapporto, con il passare dei mesi, si trasforma poi in amore e Tamahiko ritrova il desiderio di vivere.

## Manga

### Volumi
| Nº | Data di prima pubblicazione | Data di prima pubblicazione | Data di prima pubblicazione |
| Nº | Giapponese                  | Giapponese                  |                             |
| -- | --------------------------- | --------------------------- | --------------------------- |
| 1  | 4 febbraio 2016             | ISBN 978-4-08-880593-1      |                             |
| 2  | 3 giugno 2016               | ISBN 978-4-08-880725-6      |                             |
| 3  | 2 dicembre 2016             | ISBN 978-4-08-880833-8      |                             |
| 4  | 2 maggio 2017               | ISBN 978-4-08-881081-2      |                             |
| 5  | 4 ottobre 2017              | ISBN 978-4-08-881160-4      |                             |